# Rebecca Šramková
Rebecca Šramková (Bratislava, 19 ottobre 1996) è una tennista slovacca.

## Carriera
Rebecca ha vinto 13 titoli in singolare e 4 titoli in doppio nel circuito ITF in carriera.
Ha raggiunto la sua migliore posizione nel singolare WTA, n° 33, il 14 luglio 2025. Il 21 luglio 2025 ha raggiunto il miglior piazzamento mondiale nel doppio, n° 198.

### 2012-2013: primi anni e primo titolo ITF
Šramková gioca il suo primo torneo ITF nel 2012 a Velenje in Slovenia, dove si qualifica nel main draw e poi batte Oleana Krypot; nel round successivo, cede ad Anja Prislan. Partecipa ad altri tornei ITF nel corso dell'anno, senza mai arrivare nei quarti di finale.
Nel 2013, la slovacca ottiene i primi buoni risultati a livello ITF: dopo i primi quarti a Vienna in agosto partendo dalle qualificazioni, in settembre vince a Vrnjačka Banja il suo primo titolo nel circuito a 16 anni, battendo in finale Dunja Stamenković per 6-3 6-2. Termina l'anno al n°605 del mondo, con un best-ranking di n°527 conquistato durante la stagione.

### 2014-2015: 2º titolo ITF e ingresso in top-400
Nel 2014, dopo una prima parte di stagione non brillate, Rebecca vince in agosto il secondo titolo ITF della carriera in quel di Lipsia, imponendosi in finale sulla connazionale Petra Uberalová in tre set. Per Šramková è l'unico acuto stagionale che le permette comunque di scalare ulteriormente il ranking: chiude l'anno al n°444 del mondo, con best-ranking tra le prime 400.
Nel 2015, ottiene la finale nell'ITF di Kreuzlingen, eliminando nel corso del torneo future top-10 come Jabeur e Ostapenko; nell'ultimo atto, si arrende ad Havarcova in due parziali. In giugno, sfonda il muro della top-300 e riesce a partecipare alle sue prime qualificazioni per un torneo WTA sull'erba di Nottingham: al primo turno, cede il passo a Lin Zhu. Termina la stagione al n°312 del mondo.

### 2016: 3 titoli ITF e ingresso in top-150
Šramková ottiene ad aprile il terzo titolo ITF della carriera a Karshi, battendo in finale Stojanović per 6-1 6-3. In estate, la slovacca vince un altro IFT a Roma, rifilando un doppio 6-1 a Jani nell'ultimo atto. In precedenza, raggiunge a Ilkley la finale partendo dalle qualificazioni: a negarle il titolo è la russa Evgenija Rodina. Tenta le qualificazioni nel WTA di Bucharest: elimina Conny Perrin per 7-5 al terzo set per poi cedere a Nadia Podoroska. Nell'ITF di Praga ottiene la semifinale partendo dalle qualificazioni e battendo, nel percorso, la seconda top-100 della carriera, Denisa Allertová. Dopo un'altra semifinale a Landisville, partecipa alla sua prima qualificazione per uno slam, lo US Open: al primo round, esce di scena contro Sesil Karatančeva. A Biarritz, la slovacca vince il terzo ITF del 2016, il primo in carriera da $100K, sconfiggendo l'italiana Martina Trevisan in finale (6-3 4-6 6-1). Successivamente, tenta le quali per il WTA di Tashkent, perdendo subito da Šapatava. Prova anche ad entrare nel main-draw di Linz, cedendo immediatamente a Julia Boserup in tre set. Nel WTA di Lussemburgo, viene eliminata al primo turno di qualificazioni da Jakupovič.
Termina la stagione al n°119 del mondo, suo nuovo best-ranking.

### 2017: primo main-draw slam e WTA e infortunio
Dopo aver fallito la qualificazione per il WTA Premirer di Brisbane, tenta di entrare nel main-draw dell'Australian Open: batte Jasmine Paolini (6-3 6-4) e Jamie Loeb (4-6 7-5 6-2), approdando al turno decisivo. Nella circostanza, elimina la veterana Virginie Razzano per 6-3 7-5, guadagnandosi l'accesso al suo primo tabellone principale di uno slam. Al primo turno, viene sconfitta da Yingying Duan in due parziali.
Successivamente, viene chiamata dalla Slovacchia a disputare il tie per il Gruppo Mondiale II della Fed Cup: Rebecca vince entrambi i suoi singolari contro l'ex campionessa del Roland Garros Schiavone (6-2 6-4) e contro l'ex top-5 e n°49 del mondo Errani (2-6 6-3 6-4), aiutando la propria nazionale a vincere il confronto con l'Italia per 3-2 e permettendo alla Slovacchia di accedere agli spareggi per entrare nel World Group 2018.
Tenta l'accesso a quattro eventi WTA (Budapest, Indian Wells, Miami e Biel), senza mai riuscire a superare il primo turno.
Ad aprile, viene richiamata dalla Slovacchia per provare a qualificarsi al World Group della Fed Cup: viene nettamente battuta dalla top-20 Bertens (1-6 3-6). Alla fine, la nazionale slovacca verrà sconfitta per 3-2 dalle olandesi, non riuscendo a centrare il livello più alto della competizione.
Nel WTA di Praga, giunge fino al secondo turno delle qualificazioni, dove si arrende alla brasiliana Haddad Maia. Al Roland Garros non riesce a ripetere l'exploit di Melbourne: si impone su Aiava prima di perdere dalla giapponese Katō. Anche a Wimbledon si ferma al secondo turno del tabellone cadetto, eliminata dalla n°1 del seeding Krunić (2-6 0-6). A Luglio, Rebecca partecipa al suo primo main draw WTA della carriera in quel di Gstaad: al primo tentativo, supera il primo turno, sconfiggendo Stojanović per 6-3 6-4; al secondo round, cede il passo a Witthöft, testa di serie n°6, in tre set.
A causa di alcuni problemi alla schiena, è costretta a terminare in anticipo la sua stagione tennistica. Termina l'anno in discesa nel ranking, al n°324 del mondo.

### 2018
Dopo essere rientrata nel circuito a febbraio, a marzo vince due ITF nella città di Adalia. Tenta poi le qualificazioni per il WTA di Praga: batte Andrianjafitrimo per poi cedere a Korpatsch. Al Roland Garros prova ad entrare nel tabellone principale: elimina in due set Muchová e Parry, arrivando nell'ultimo turno, dove perde dalla polacca Fręch. A inizio giugno, raggiunge un'altra finale ITF a Staré Splavy, dove si arrende alla padrona di casa Monika Kilnarová. Anche nel successivo ITF di Toruń raggiunge l'ultimo atto, dove si arrende alla futura campionessa slam Barbora Krejčíková (5-7 1-6). Nell'International di Bucharest, la slovacca supera per la prima volta in carriera le qualificazioni per un evento WTA, eliminando Eraydın, Radanović e Bondár senza lasciare set per strada; al primo turno, cede il passo a Petra Martić, n°4 del seeding. Prova le quali allo US Open, dove si arrende subito a Tereza Martincová. Dopo una semifinale all'ITF di Valencia, si ferma al secondo turno del tabellone cadetto del WTA di Lussemburgo.
Chiude la stagione al n°233 del mondo.

### 2019: tre titoli ITF e rientro in top-200
Rebecca inizia l'anno vincendo l'ITF di Andrézieux-Bouthéon, sconfiggendo Audrey Albié in finale e approfittando del ritiro della top-100 Hercog in semifinale. Viene poi chiamata dalla Slovacchia per disputare il tie contro la Lettonia, valevole per un posto agli spareggi per il gruppo mondiale: Šramková perde entrambi i suoi singolari contro la n°12 del mondo Sevastova (3-6 2-6) e la n°22 Ostapenko (5-7 7-6(5) 1-6), con la nazionale slovacca che cede per 4-0 la sfida. Tenta le quali a Budapest, cedendo a Martincová. Anche a Praga e Lugano non riesce a passare i tabelloni cadetti; al Roland Garros, vince il primo turno di qualificazione contro una ex semifinalista slam come Shuai Peng, per poi arrendersi all'italiana Paolini. A Grado, la slovacca conquista il 9º trofeo ITF della carriera, battendo Jaqueline Cristian nell'ultimo atto. La settimana dopo, replica a Toruń, vincendo il titolo ITF n°10 sconfiggendo Marta Kostjuk in finale con un netto 6-1 6-2. A Wimbledon, esce di scena nel primo turno delle qualificazioni contro Amandine Hesse. Va leggermente meglio allo US Open: supera un turno battendo Chloé Paquet, per poi cedere alla polacca Fręch.
Chiude l'anno al n°171 del mondo.

### 2020
Dopo non aver passato le qualificazioni a Brisbane e all'Australian Open (perdendo, nella circostanza, al primo turno contro l'australiana Inglis per 19-17 al tie-break del terzo set), partecipa alle qualificazioni della nuova Billie Jean King Cup, erede della Fed Cup, per cercare l'approdo della Slovacchia alla fase finale della competizione; Rebecca viene battuta da Heather Watson, ma la sua squadra riesce a prevalere comunque per 3-1 sul Regno Unito. A Rancho Santa Fe, Šramková raggiunge la sua 15ª finale di livello ITF, dove cede il passo a You Xiaodi.
A causa della pandemia di COVID-19, il circuito femminile si ferma da marzo ad agosto.
Rebecca torna in campo al WTA 125 di Praga, dove è accreditata della testa di serie n°32: dopo un successo sulla wild-card locale Lavičková, viene eliminata da Francesca Jones in tre set. Prova poi le qualificazioni per il Roland Garros, straordinariamente giocato a fine settembre: la slovacca batte Bucșa per poi arrendersi a Richel Hogenkamp.
Termina la stagione di poco fuori dalla top-200, al n°203 del mondo.

### 2021
La slovacca prova le qualificazioni per l'Australian Open: elimina Jakupović e Zarazúa, cedendo poi all'ultimo turno a Juvan in due set. Anche a Parigi raggiunge l'ultimo turno del tabellone cadetto, sconfiggendo Xinyu Wang e Martina Di Giuseppe; nel match decisivo per l'entrata nel main-draw, si arrende ad Ana Konjuh per 6(1)-7 4-6. Nelle qualificazioni per Wimbledon, batte Hogenkamp per poi soccombere a Havarcova. Nel WTA 250 di Praga, passa le quali prevalendo su Palicová e Yuan; al primo turno, ottiene la vittoria più prestigiosa della sua carriera contro la n°12 del mondo ed ex-campionessa slam Petra Kvitová con lo score di 7-6(5) 3-6 6-4. Grazie a questo successo, ritorna in un secondo turno di un torneo del circuito maggiore per la prima volta dal 2017: nella circostanza, si arrende alla connazionale Hrunčáková. Nel WTA '125' di Belgrado, raggiunge la semifinale, dove cede a un'altra connazionale, Anna Karolína Schmiedlová (6(4)-7 1-6). Tenta poi le qualificazioni per lo US Open: per la quarta volta nell'anno, non riesce ad accedere a un main draw slam, soccombendo al secondo turno alla wild-card locale Reese Brantmeier. Non passa poi le quali per i WTA di San Pietroburgo e Cluj-Napoca.
Termina la stagione al n°167 del mondo.

### 2022: secondo infortunio e uscita dalla top-300
Rebecca prova le qualificazioni per il Melbourne Summer Set I e l'Australian Open, senza riuscire a entrare nel main-draw di nessuno dei due tornei. A maggio, prova le quali per il Roland Garros: giunge fino all'ultimo turno, eliminando in rimonta Alycia Parks e Suzan Lamens; nel match decisivo per l'approdo al tabellone principale, cede a Linda Nosková. Tuttavia, viene ripescata come lucky loser e approda nel main draw dello slam parigino per la prima volta in carriera dopo cinque tentativi falliti; al primo turno, perde nettamente da Dar'ja Kasatkina, che poi raggiungerà la semifinale. A Wimbledon non è altrettanto fortunata: si ferma nel secondo turno del tabellone cadetto contro Su-Jeong Jang. Nel WTA di Praga, dove nel 2021 colse il secondo turno, cede subito nelle qualificazioni.
A livello ITF non ottiene grandi risultati, arrivando al massimo in semifinale per due volte. Termina l'anno al n°316 del mondo, anche a causa di un infortunio alla gamba che l'ha portata a sottoporsi a un'operazione chirurgica.

### 2023: primo quarto di finale WTA e rientro in top-150
A febbraio, Šramková vince l'ITF di Bath battendo in finale Tereza Smitková per 6-2 6-2, tornando a trionfare in questo circuito per la prima volta dal 2019. A fine maggio, la slovacca si impone nell'ITF di Otočec, superando Seone Mendez nell'ultimo atto. Nella stessa città, una settimana dopo, ottiene un'altra finale ITF, questa volta perdendo da Grammatikopoulou. Nel WTA 125 di Macarsca, partendo dalle qualificazioni, approda fino alla semifinale, battendo nel percorso due top-100 come Stearns e Baindl; nel penultimo atto, cede a Jasmine Paolini in due set. Prova le qualificazioni a Wimbledon, dove si arrende nel secondo turno a Clara Tauson. Nel WTA '250' di Budapest, viene sconfitta al primo turno da Elina Avanesjan. Nel '250' di Varsavia, supera le qualificazioni eliminando Bains e Inglis; al primo round, prevale sulla wild card locale Ewald per 6-2 6-2 e poi batte la n°18 del mondo e fresca finalista del Roland Garros Muchová con lo score di 7-5 3-6 7-5. Nei suoi primi quarti di finale a questo livello, la slovacca cede il passo a Tatjana Maria in tre parziali. A Praga e allo US Open non supera il tabellone cadetto. All'Open delle Puglie, Šramková approda in finale grazie alle vittorie su Pigossi, Kudermetova, Cristian e Fett. Nell'ultimo atto, il primo raggiunto dalla slovacca a livello WTA 125, si arrende a Tamara Zidanšek con il punteggio di 6-3 5-7 1-6.
Termina l'anno in risalita nel ranking, al n°129 del mondo.

### 2024: primo quarto di finale in un WTA 1000, primo titolo WTA e ingresso in top-50
Rebecca prova le qualificazioni per Brisbane e l'Australian Open, non riuscendo in entrambi i casi a ottenere il main-draw. A Porto, vince il 13º titolo ITF della carriera, prevalendo in finale su Jéssica Bouzas Maneiro. Non supera le qualificazioni a San Diego mentre, a Indian Wells, batte Ponchet e Wickmayer, approdando al suo primo tabellone principale di un WTA '1000'. Al primo round, elimina per 6-4 6-0 la n°66 del mondo Yafan Wang, per poi cedere alla top-15 Haddad Maia. A Miami esce di scena al secondo turno del tabellone cadetto contro Schmiedlová.
Sulla terra, si ferma al secondo turno delle qualificazioni del torneo di Madrid contro Hailey Baptiste. La settimana dopo, prende parte alle qualificazioni del torneo '1000' di Roma: le supera senza problemi battendo Dart e Semeņistaja; al primo turno, lascia 5 giochi alla wild-card locale Giorgia Pedone. Al secondo turno, elimina la top-30 Katie Boulter per 6-4 7-6(8), approdando al terzo turno, dove ha la meglio dell'ex campionessa slam Sofia Kenin (6-4 4-6 6-4). Šramková approda così al suo secondo quarto di finale WTA in carriera, il primo in un torneo di questa caratura. Nella circostanza, si arrende alla top-10 Jeļena Ostapenko con lo score di 6-4 4-6 6(3)-7, non sfruttando per due volte un break di vantaggio nel set decisivo. Grazie a questo risultato, la slovacca fa il suo ingresso in top-100, fissando il suo nuovo best-ranking al n°89 del mondo. Successivamente, supera le qualificazioni del Roland Garros, battendo Iliev, Fruhvirtová e Udvardy; al primo turno, cede il passo all'ex semifinalista di questo torneo, Amanda Anisimova, con lo score di 6(6)-7 4-6, non convertendo un set-point nel tie-break del primo parziale.
Nel settembre 2024, partecipa al Thailand Open di Hua Hin; vince il torneo, facendone così la sua prima vittoria in un torneo WTA, battendo in finale Laura Siegemund con un punteggio di 6-4 6-4. Questa vittoria le consente di occupare la sua miglior posizione momentanea nel ranking WTA, la 52ª
Il 4 novembre 2024, dopo aver partecipato allo Jiangxi Open, arrendendosi solo in finale alla svizzera Viktorija Golubic con un punteggio di 3-6 5-7, raggiunge la sua massima posizione nel ranking WTA, precisamente la 43ª posizione.

## Statistiche WTA

### Singolare

#### Vittorie (1)
| Legenda              |
| -------------------- |
| Grande Slam (0)      |
| Ori Olimpici (0)     |
| WTA Finals (0)       |
| WTA Elite Trophy (0) |
| Dal 2021             |
| WTA 1000 (0)         |
| WTA 500 (0)          |
| WTA 250 (1)          |

| N. | Data              | Torneo                 | Superficie | Avversaria in finale | Punteggio |
| 1. | 22 settembre 2024 | Thailand Open, Hua Hin | Cemento    | Laura Siegemund      | 6-4, 6-4  |

#### Sconfitte (2)
| Legenda              |
| -------------------- |
| Grande Slam (0)      |
| Argenti Olimpici (0) |
| WTA Finals (0)       |
| WTA Elite Trophy (0) |
| Dal 2021             |
| WTA 1000 (0)         |
| WTA 500 (0)          |
| WTA 250 (2)          |

| N. | Data              | Torneo                 | Superficie | Avversaria in finale | Punteggio |
| 1. | 15 settembre 2024 | Jasmin Open, Monastir  | Cemento    | Sonay Kartal         | 3–6, 5-7  |
| 2. | 3 novembre 2024   | Jiangxi Open, Jiujiang | Cemento    | Viktorija Golubic    | 3–6, 5-7  |

## Circuito WTA 125

### Singolare

#### Sconfitte (1)
| N. | Data              | Torneo                  | Superficie  | Avversaria in finale | Punteggio     |
| 1. | 10 settembre 2023 | Open delle Puglie, Bari | Terra rossa | Tamara Zidanšek      | 6-3, 5-7, 1-6 |

## Statistiche ITF

### Singolare

#### Vittorie (13)
| Torneo $100.000 (1) |
| Torneo $80.000 (0)  |
| Torneo $75.000 (0)  |
| Torneo $60.000 (2)  |
| Torneo $50.000 (0)  |
| Torneo $40.000 (2)  |
| Torneo $25.000 (4)  |
| Torneo $15.000 (3)  |
| Torneo $10.000 (1)  |

| N.  | Data              | Torneo                                                | Superficie  | Avversaria in finale   | Punteggio        |
| 1.  | 15 settembre 2013 | Vrnjacka Banja Open, Vrnjačka Banja                   | Terra rossa | Dunja Stamenković      | 6-3, 6-2         |
| 2.  | 17 agosto 2014    | Leipzig Open, Lipsia                                  | Cemento     | Petra Uberalová        | 6–4, 3–6, 6–2    |
| 3.  | 9 aprile 2016     | Karshi ITF Combined Event, Karshi                     | Cemento     | Nina Stojanović        | 6-1, 6-3         |
| 4.  | 25 giugno 2016    | SMA Cup Sant'Elia, Roma                               | Terra rossa | Réka Luca Jani         | 6-1, 6-1         |
| 5.  | 18 settembre 2016 | Open GDF SUEZ de Biarritz, Biarritz                   | Terra rossa | Martina Trevisan       | 6-3, 4-6, 6-1    |
| 6.  | 18 marzo 2018     | GD Tennis Cup, Adalia                                 | Terra rossa | Amina Anšba            | 6–1, 7–6(3)      |
| 7.  | 25 marzo 2018     | GD Tennis Cup, Adalia                                 | Terra rossa | Cornelia Lister        | 6-1, 7-5         |
| 8.  | 27 gennaio 2019   | Open GDF SUEZ 42, Andrézieux-Bouthéon                 | Cemento (i) | Audrey Albié           | 6–2, 6(4)–7, 6–2 |
| 9.  | 2 giugno 2019     | Torneo Internazionale Femminile Città di Grado, Grado | Terra rossa | Jaqueline Cristian     | 7–6(3), 3–1 rit. |
| 10. | 9 giugno 2019     | Bella Cup, Toruń                                      | Terra rossa | Marta Kostjuk          | 6-1, 6-2         |
| 11. | 12 febbraio 2023  | GB Pro-Series Bath, Bath                              | Cemento (i) | Tereza Smitková        | 6-2, 6-2         |
| 12. | 28 maggio 2023    | Krka Open Otocec, Otočec                              | Terra rossa | Seone Mendez           | 6-3, 7-6(2)      |
| 13. | 4 febbraio 2024   | TBC Porto Open, Porto                                 | Cemento (i) | Jéssica Bouzas Maneiro | 6(4)-7, 7-5, 6-1 |

#### Sconfitte (6)
| Torneo $100.000 (0) |
| Torneo $80.000 (0)  |
| Torneo $75.000 (0)  |
| Torneo $60.000 (0)  |
| Torneo $50.000 (2)  |
| Torneo $40.000 (1)  |
| Torneo $25.000 (3)  |
| Torneo $15.000 (0)  |
| Torneo $10.000 (0)  |

| N. | Data             | Torneo                                                | Superficie    | Avversaria in finale       | Punteggio   |
| 1. | 22 febbraio 2015 | ITF Women's Circuit Thurgau, Kreuzlingen              | Sintetico (i) | Vol'ha Havarcova           | 2–6, 1–6    |
| 2. | 19 giugno 2016   | Ilkley Trophy, Ilkley                                 | Erba          | Evgenija Rodina            | 4–6, 4–6    |
| 3. | 10 giugno 2018   | Macha Lake Open, Staré Splavy                         | Terra rossa   | Monika Kilnarová           | 6(5)–7, 3–6 |
| 4. | 1º luglio 2018   | Bella Cup, Toruń                                      | Terra rossa   | Barbora Krejčíková         | 5–7, 1–6    |
| 5. | 29 febbraio 2020 | Del Mar Financial Partners Inc. Open, Rancho Santa Fe | Cemento       | You Xiaodi                 | 4-6, 6(5)-7 |
| 6. | 4 giugno 2023    | BTC City Open Otocec, Otočec                          | Terra rossa   | Valentini Grammatikopoulou | 4-6, 4-6    |

### Doppio

#### Vittorie (4)
| Torneo $100.000 (0) |
| Torneo $80.000 (0)  |
| Torneo $75.000 (0)  |
| Torneo $60.000 (2)  |
| Torneo $50.000 (0)  |
| Torneo $40.000 (0)  |
| Torneo $25.000 (0)  |
| Torneo $15.000 (0)  |
| Torneo $10.000 (2)  |

| N. | Data             | Torneo                                         | Superficie  | Compagna           | Avversarie in finale             | Punteggio        |
| 1. | 9 agosto 2013    | ITF Ladies Future Vienna, Vienna               | Terra rossa | Michaela Pochabová | Hiroko Kuwata Hirono Watanabe    | 7-5, 6-2         |
| 2. | 3 settembre 2015 | ITF Women's Circuit Sankt Polten, Sankt Pölten | Terra rossa | Pia König          | Nora Niedmers Tina Tehrani       | 6-2, 6-2         |
| 3. | 8 giugno 2019    | Bella Cup, Toruń                               | Terra rossa | Rebeka Masarova    | Robin Anderson Anhelina Kalinina | 6–4, 3–6, [10–4] |
| 4. | 15 ottobre 2022  | Empire Women's Indoor, Trnava                  | Cemento (i) | Sof'ja Lansere     | Lee Pei-chi Wu Fang-hsien        | 4-6, 6-2, [11-9] |

#### Sconfitte (2)
| Torneo $100.000 (0) |
| Torneo $80.000 (0)  |
| Torneo $75.000 (0)  |
| Torneo $60.000 (0)  |
| Torneo $50.000 (0)  |
| Torneo $40.000 (0)  |
| Torneo $25.000 (1)  |
| Torneo $15.000 (0)  |
| Torneo $10.000 (1)  |

| N. | Data              | Torneo                              | Superficie  | Compagna          | Avversarie in finale              | Punteggio |
| 1. | 14 settembre 2013 | Vrnjacka Banja Open, Vrnjačka Banja | Terra rossa | Natalia Vajdová   | Lina Ǵorčeska Polina Lejkina      | 4–6, 3–6  |
| 2. | 13 settembre 2014 | Allianz Cup, Sofia                  | Terra rossa | Džulija Terzijska | Lina Ǵorčeska Despina Papamichail | 1–6, 4–6  |

## Billie Jean King Cup

### Sconfitte (1)
| N. | Data             | Torneo                       | Superficie  | Compagne                                                                          | Avversarie in finale                                                                | Punteggio |
| 1. | 20 novembre 2024 | Billie Jean King Cup, Malaga | Cemento (i) | Viktória Hrunčáková Renáta Jamrichová Tereza Mihalíková Anna Karolína Schmiedlová | Lucia Bronzetti Elisabetta Cocciaretto Sara Errani Jasmine Paolini Martina Trevisan | 0-2       |